# Kusín
Kusín (in ungherese Harapás) è un comune della Slovacchia facente parte del distretto di Michalovce, nella regione di Košice.
Il paese sorge sul grande lago artificiale di Zemplínska šírava, meta turistica.